# Dan Ar Wern
Dan Ar Wern (Guer, 14 ottobre 1952) è uno scrittore, poeta bretone francese.

## Biografia
Nato in un paese del distretto di Morbihan vicino alla foresta leggendaria di Brocéliande.
Ha studiato presso l'università di Nizza.
Collabora alla rivista culturale AL LIAMM.
È conosciuto per essere l'autore di una trilogia esoterica ispirata alle leggende celtiche:
1. Le Passeur des Mondes
2. La Demeure Enchantée
3. Auberive, scritto in lingua bretone.

Da un punto di vista politico il poema "NI HON-UNAN" (AL LIAMM n°227-1984) esprime la speranza che vede una Bretagna di nuovo libera, sul modello di altre regioni europee come la Scozia e la Catalogna.